# Oberquartiermeister
Oberquartiermeister waren im preußischen Großen Generalstab sowie im Generalstab des Heeres der Wehrmacht die Leiter der einzelnen Abteilungen (im Generalsrang), außerdem in beiden Weltkriegen die Leiter der Heeresversorgung (heute Logistik)  bei den Armeeoberkommandos.

## Begriffsbildung
Der Begriff kann auf den Wortstamm Quartier [(alt)frz. quartier] als Teil eines Heerlagers, auch in der Bedeutung Viertel, zurückgeführt werden. Im Militärwesen steht Quartier für die Unterkunft von Truppen in der Kaserne oder Privathäusern (Einquartierung). Das Standortquartier ist die Garnison oder der Standort.

## Einführung
Anlass für die Schaffung der Position war der Rücktritt Helmuth von Moltkes Chef des Generalstabes. Sein Nachfolger wurde sein vormaliger Stellvertreter Generalquartiermeister Alfred von Waldersee. Daraufhin wurde aber der Posten des Generalquartiermeisters nicht erneut besetzt, sondern an dessen 1889 Stelle drei Oberquartiermeister berufen und 1894 ein vierter.
In Friedenszeiten waren mehrere Abteilungen des Generalstabs je einem Oberquartiermeister unterstellt. Gleichzeitig sollten sich die Oberquartiermeister auf die Verwendung im Krieg als Chef des Generalstabs beim Oberkommando einer Armee vorbereiten. Eine frühere Bezeichnung der Oberquartiermeister war Generalquartiermeister-Leutnants.

## Weitere Posten
Neben diesen Oberquartiermeistern im Generalstab existierte in den einzelnen Truppenkörpern die Stelle des Quartiermeisters bzw. Zweiten Generalstabsoffiziers. Generalquartiermeister heißt in einzelnen Armeen der dem Chef des Generalstabs zunächst stehende Generalstabsoffizier.